# Адер, Янош
Я́нош А́дер (венг. Áder János; 9 мая 1959, Чорна) — венгерский политический и государственный деятель, президент Венгрии с 10 мая 2012 по 10 мая 2022.

## Биография
В 1983 году получил степень доктора юридического факультета Будапештского университета. В 1986—1990 годах был научным сотрудником Института социологии Венгерской академии наук.
В 1988 году вступил в партию Фидес. Был председателем Национального совета, вице-президентом Фидес. В 2002—2006 годах был лидером фракции Фидес в парламенте.
В 1990—2009 годах был депутатом парламента Венгрии, в 1997—1998 и 2006—2009 годах — вице-спикером, в 1998—2002 годах — спикером парламента. В 2009—2012 годах — депутат Европарламента.
2 мая 2012 года избран президентом Венгрии; вступил в должность 10 мая 2012 года.
13 марта 2017 года Янош Адер избран президентом Венгрии на второй пятилетний срок. 8 мая 2017 года вступил в должность.

## Награды
- Венгерский орден Святого Стефана[5].
- Большой крест с цепью Венгерского ордена Заслуг (2012).
- Орден Белого орла (11 марта 2019 года, Польша)[6].
- Орден князя Ярослава Мудрого I степени (23 августа 2021 года, Украина) — за выдающийся личный вклад в укрепление украинско-венгерского межгосударственного сотрудничества, поддержку независимости и территориальной целостности Украины[7].

## Семья
Женат, имеет четверых детей. Жена — судья.